# Philophylla quadrata
Philophylla quadrata är en tvåvingeart som först beskrevs av Malloch 1939.  Philophylla quadrata ingår i släktet Philophylla och familjen borrflugor. Inga underarter finns listade i Catalogue of Life.